# Sornin
Sornin – rzeka we Francji, przepływająca przez tereny departamentów Rodan, Loara oraz Saona i Loara, o długości 47 km. Stanowi prawy dopływ rzeki Loary.